# Kymi Grand Prix
Kymi Grand Prix är ett årligt travlopp som körs över distansen 2100 meter med autostart. Loppet avgjordes för första gången 1998 och går av stapeln i mitten av juni varje år på travbanan i Kouvola i Finland.
Förstapris i loppet är 100 000 euro, vilket gör det till Finlands näst största travlopp (efter Finlandialoppet). Det är ett Grupp 1-lopp, det vill säga ett lopp av högsta internationella klass.
Löpningsrekordet i loppet innehas av den svenska hästen Carabinieri som, tillsammans med kusken Johan Untersteiner, i 2017 års upplaga segrade på tiden 1.11,0 efter att ha travat utvändigt om loppets ledare Timoko.

## Vinnare
| År   | Häst               | Kusk                  | Tränare               | Tvåa               | Trea               |
| ---- | ------------------ | --------------------- | --------------------- | ------------------ | ------------------ |
| 2024 | Borups Victory     | Daniel Wäjersten      | Daniel Wäjersten      | Go On Boy          | Jason's Camden     |
| 2023 | Etonnant           | Anthony Barrier       | Richard Westerink     | Go On Boy          | Callmethebreeze    |
| 2022 | Earl Simon         | Franck Ouvrie         | Jarmo Niskanen        | Oscar L.A.         | Calle Crown        |
| 2021 | Ce Bello Romain    | Anthony Barrier       | Sylvain Gérard Dupont | Delia du Pommereux | Seismic Wave       |
| 2020 | Vitruvio           | Björn Goop            | Björn Goop            | Cokstile           | Moni Viking        |
| 2019 | Racing Mange       | Joakim Lövgren        | Joakim Lövgren        | Next Direction     | Handsome Brad      |
| 2018 | Aubrion du Gers    | Joseph Verbeeck       | Jean-Michel Bazire    | Venosc de Minel    | Midnight Hour      |
| 2017 | Carabinieri        | Johan Untersteiner    | Peter Untersteiner    | Timoko             | Dreammoko          |
| 2016 | Trébol             | Gabriel Angel Pou Pou | Gabriel Angel Pou Pou | Univers de Pan     | Timoko             |
| 2015 | Trébol             | Gabriel Angel Pou Pou | Gabriel Angel Pou Pou | Oasis Bi           | Maven              |
| 2014 | Timoko             | Björn Goop            | Richard Westerink     | Commander Crowe    | Up-Date Hoss       |
| 2013 | Womanizer S        | Tommi Kylliäinen      | Jarno Kauhanen        | Hard Livin         | Caddie Comet       |
| 2012 | Commander Crowe    | Christophe Martens    | Fabrice Souloy        | Womanizer          | Maxwell Mayday     |
| 2011 | Rapide Lebel       | Éric Raffin           | Sebastien Guarato     | Lisa America       | Amour Ami          |
| 2010 | Brioni             | Joakim Lövgren        | Joakim Lövgren        | Oceano Nox         | Lisa America       |
| 2009 | Commander Crowe    | Peter Ingves          | Petri Puro            | Marathon Man       | Oceano Nox         |
| 2008 | L'Amiral Mauzun    | Jean-Michel Bazire    | Jean-Philippe Ducher  | Going Kronos       | Arras              |
| 2007 | Camilla Highness   | Peter Ingves          | Petri Puro            | Spring Ray         | Lupin de l'Odon    |
| 2006 | Jag de Bellouet    | Christophe Gallier    | Christophe Gallier    | Lass Zefyr         | Passionate Kemp    |
| 2005 | Prime Prospect     | Andrea Guzzinati      | Holger Ehlert         | Tag the Devil      | Cold Hard Wind     |
| 2004 | Kart de Baudrairie | Jean-Michel Bazire    | Franck Leblanc        | Tag the Devil      | Classico Merett    |
| 2003 | Flambeau des Pins  | Mathieu Fribault      | Mathieu Fribault      | E.V.Cane           | Noa Savoy          |
| 2002 | Legendary Lover K. | Steen Juul            | Steen Juul            | Jam Pridem         | Général du Pommeau |
| 2001 | Exchequer          | Ahti Antti-Roiko      | Alpo Paasonen         | Com Hector         | Lanceur            |
| 2000 | BWT Magic          | Ahti Antti-Roiko      | Matti Salmi           | Incognito Kemp     | The Bad Boy        |
| 1999 | Défi d'Aunou       | Jean-Étienne Dubois   | Jean-Étienne Dubois   | Meadowbranch Lou   | Louise Laukko      |
| 1998 | Dryade des Bois    | Joseph Verbeeck       | Jean-Baptiste Bossuet | Express First      | Call Me            |